# Sukkur
Sukkur, o Sakharu  (urdú:سکھر, sindi:سکر) és una ciutat del Sind (Pakistan), la tercera de la província a la riba de l'Indus. Una teoria diu que el nom deriva de Saqar (intens) pel calor que hi van trobar els àrabs, i una altra diu que deriva del sànscrit Sakharu que en sindi vol dir ""superior". La ciutat s'anomena Darya Dino (درياءَ ڏنو "regal del riu). És capital del districte de Sukkur i la taluka de Sukkur. La població estimada el 2009 és de 476.776 habitants.

## Història

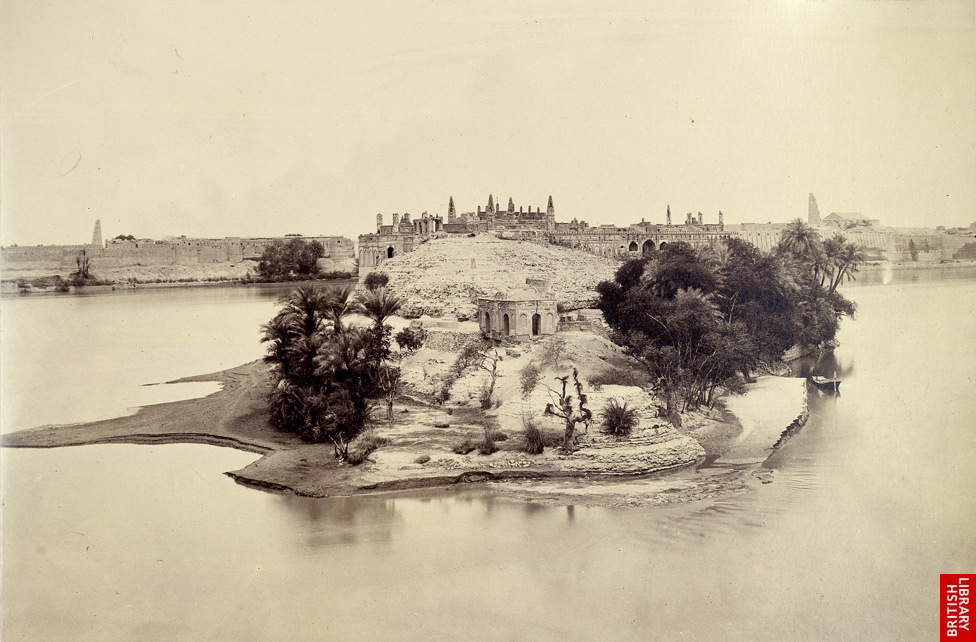
Sukkur a la vora del Indus (vers 1865)

La zona fou part del regne de Musicà en temps d'Alexandre el Gran. Sukkur estava molt propera la capital bramànica del Sind abans de la conquesta musulmana, Alor (o Aror). Les seves ruïnes estan a uns 8 km a l'est de Rohri la qual està situada a la vora de l'Indus enfront de Sukkur. Després del 712 fou part del califat. Vegeu Districte de Sukkur.
Domini dels afganesos va passar als mirs talpurs en una data desconeguda entre 1809 i 1824. El 1833 Shah Shuja, emir destronat de l'Afganistan, va derrotar els mirs talpurs a Sukkur i la va ocupar. El 1839 hi van estacionar tropes britàniques al punt a l'entorn del fort que formà la Nova Sukkur. Fou cedida als britànics el 1842 junt amb altres ciutats i el 1843 els britànics van annexionar tot el Sind. El 1945 fou abandonada com a fortalesa després d'una epidèmia de febre. El 1901 va substituir a Shikarpur com a capital del districte, i aquest va agafar el seu nom. La població s'estimava el 1834 en 4000 habitants, i el 1872 havia passat a 13.318, el 1881 a 275.389, el 1891 a 29.302 i el 1901 a 31.316. La municipalitat es va establir el 1862.